# Сабрина Карпентер
Сабрина Енлин Карпентер (енгл. Sabrina Annlynn Carpenter, Квејкертаун, 11. мај 1999) америчка је певачица и глумица. Истакла се улогом Маје Харт у серији Девојчица упознаје свет (2014—2017), након чега је потписала уговор с дискографском кућом Hollywood Records и наредне године објавила дебитантски сингл Can't Blame a Girl for Trying. Током 2010-их издала је четири студијска албума — Eyes Wide Open (2015), Evolution (2016), Singular: Act I (2018) и Singular: Act II (2019).
Током 2021. прешла је у Island Records и објавила сингл Skin. Потом је издала свој пети студијски албум, Emails I Can't Send (2022), који је остварио већи успех од својих претходника. Током 2024. била је предгрупа Тејлор Свифт на њеној The Eras Tour што јој је донело мејнстрим славу и издала свој шести студијски албум Short n' Sweet (2024), коме су претходили успешни синглови Espresso и Please Please Please. 
Глумила је у неколико дугометражних филмова, међу којима су: Та мржња коју сејеш (2018), Висока девојка (2019) и У лажима су плесне ноге (2020).

## Детињство и младост
Рођена је 11. маја 1999, у Леј Валију, ћерка Дејвида и Елизабет Карпентер и одрасла је са своје три старије сестре; Саром, Шенон и полусестром Кајлом Карпентер. Она је нећака Ненси Картрајт. Карпентерова је образована код куће и почела је да објављује видее са 10 година на платфоми YouTube. Отац јој је саградио љубичасти студио за снимање да би подстакао њену страст за музиком. Нашла се на трећем месту на певачком такмичењу Следећи пројекат Мајли Сајрус који је водила Мајли Сајрус.

## Дискографија
- (2015)
- (2016)
- (2018)
- (2019)
- (2022)
- (2024)
- (2025)

## Турнеје
- (2016—2017)[12]
- (2017)[13]
- (2019)[14]
- (2022—2023)[15]

## Филмографија
| Улоге на филму |                         |               |                      |                              |
| Година         | Српски назив            | Изворни назив | Улога                | Напомена                     |
| 2012.          |                         |               | Бритни               |                              |
| 2013.          |                         |               | млада Мерин          |                              |
| 2018.          | Та мржња коју сејеш     |               | Хејли                |                              |
| 2019.          |                         |               | Нола                 |                              |
| 2019.          | Висока девојка          |               | Харпер Крајман       | филм                         |
| 2020.          | У лажима су плесне ноге |               | Квин Акерман         | такође извршна продуценткиња |
| 2020.          |                         |               | Саманта „Сами” Браун | филм                         |
| 2022.          |                         |               | Меди                 | филм                         |
| 2022.          | Висока девојка 2        |               | Харпер Крајман       | филм                         |

| Улоге на телевизији |                                          |               |                   |                                                                 |
| Година              | Српски назив                             | Изворни назив | Улога             | Напомена                                                        |
| 2011.               | Ред и закон: Одељење за специјалне жртве |               | Пола              | епизода: „Опседнутост”                                          |
| 2011.               |                                          |               | тренерка          | видео-игра; песма: „”                                           |
| 2012.               | Финеас и Ферб                            |               | девојчица         | гласовна улога; епизоде: „Који крок?”, „Ферб ТВ”                |
| 2012.               |                                          |               | Ајрис             | телевизијски филм                                               |
| 2012.               |                                          |               | Харпер            | телевизијски филм                                               |
| 2013—2018.          | Софија Прва                              |               | принцеза Вивијан  | споредна гласовна улога; 13 епизода                             |
| 2013.               |                                          |               | млада Клои Гудвин | споредна улога; 5 епизода                                       |
| 2013.               | Наранџаста је нова црна                  |               | Џесика Веџ        | епизода: Дан јебања                                             |
| 2013.               | Остин и Али                              |               | Луси              | епизода: „Месечева недеља и ментори”                            |
| 2014—2017.          | Девојчица упознаје свет                  |               | Маја Харт         | главна улога                                                    |
| 2015.               |                                          |               | себе/водитељка    | специјал                                                        |
| 2016.               |                                          |               | Мелоди            | гласовна улога; епизода: „Легенда”                              |
| 2016.               |                                          |               | себе              | епизода: „Авантуре у бејбиситовању”                             |
| 2016.               | Бебиситерке у акцији                     |               | Џени Паркер       | оригинални филм Disney Channel-а                                              |
| 2016—2019.          | Закон Мајла Марфија                      |               | Мелиса Чејс       | главна гласовна улога                                           |
| 2017.               | Ја сам Луна                              |               | себе              | епизоде 138 и 139                                               |
| 2018.               |                                          |               | Џесика            | неемитовани пилот                                               |
| 2018.               |                                          |               | Нина Глитер       | гласовна улога; епизода: „Супер-наплаћено: Помагачи поп звезде” |
| 2020.               |                                          |               | себе              | епизода: „Замка за пацове са Сабрином Карпентер”                |
| 2020.               |                                          |               | себе              | телевизијски специјал                                           |
| 2020.               |                                          |               | Бејли Роуг        | 2 епизоде                                                       |